# (12211) Arnoschmidt
(12211) Arnoschmidt (1981 KJ) – planetoida z pasa głównego asteroid okrążająca Słońce w ciągu 5,52 lat w średniej odległości 3,12 j.a. Odkryta 28 maja 1981 roku.